# Dainis Krištopāns

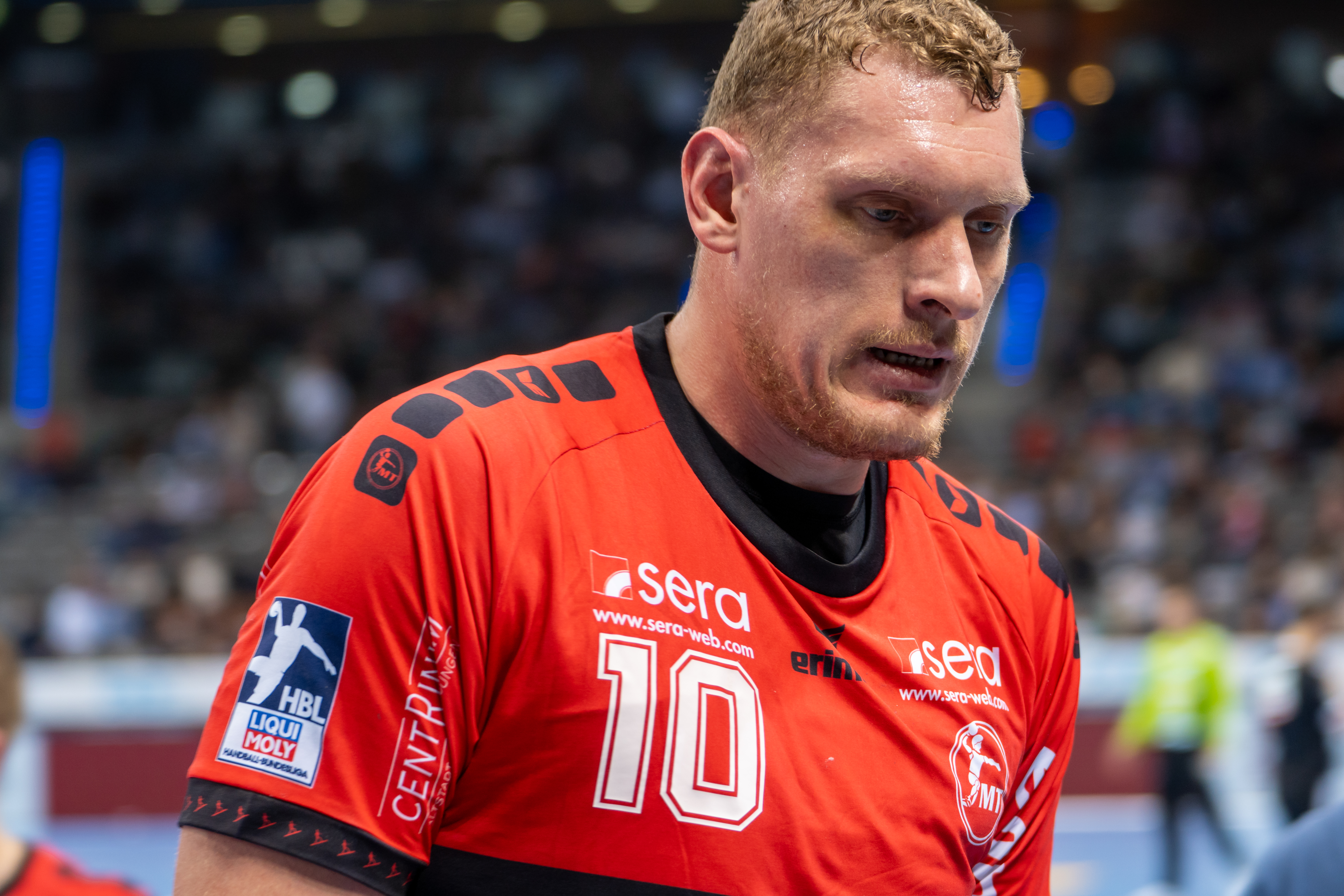
Dainis Krištopāns 2024

Dainis Krištopāns, född 27 september 1990 i Ludza i Lettland, är en lettisk handbollsspelare (högernia). Han är 2,15 meter lång och väger 135 kilo. Från 2017 till och med 2020 spelade Kristopans för nordmakedonska RK Vardar. Efter att hans kontrakt med RK Vardar gick ut 2020 så överfördes spelaren till den franska klubben Paris Saint-Germain HB och fick ett kontrakt som sträckte sig till och med 2023. Sedan sommaren 2023 spelar han för tyska MT Melsungen.

## Klubbar
- SK Latgols (–2009)
- HT Tatran Prešov (2009–2015)
- Al-Rayyan (2015)
- HK Mjasjkoŭ Brest (2015–2017)
- RK Vardar (2017–2020)
- Paris Saint-Germain HB (2020–2023)
- MT Melsungen (2023–)